# Beharrlichkeit (Theologie)
Beharrlichkeit (lat.: perseverantia) im Sinn der christlichen Theologie meint zum einen die Beharrlichkeit des Gerechtfertigten bis zum Lebensende, zum anderen die Beharrlichkeit als Tugend im spirituellen Leben. Zur Beharrlichkeit als (christliche) Tugend siehe den Abschnitt Beharrlichkeit als Tugend im Artikel Ausdauer (Psychologie). Hier geht es um die Beharrlichkeit in der Gnade bis zum Lebensende (perseverantia finalis).

## Allgemeines
Nach christlichem Glauben steht der Mensch von Geburt an in einem gestörten Verhältnis zu Gott und damit zu sich und zu den anderen, siehe  Erbsünde.  Er bedarf der Erlösung und erfährt diese durch Jesus Christus. Diese Rechtfertigung geschieht durch Gnade. Beharrlichkeit meint, auch am Lebensende (noch/wieder) gerechtfertigt zu sein.

## Augustinus
Der Kirchenvater Augustinus betonte unter anderem in seinen Schriften De praedestinatione sanctorum (Über die Vorherbestimmung der Heiligen) und De dono perseverantiae (Über das Geschenk der Beharrlichkeit) die „Geschenkhaftigkeit der Gnade Christi“ für die Beharrlichkeit des Gerechtfertigten bis zu seinem Lebensende.

## Martin Luther
Luther lehrte, dass zum Wesen des vertrauenden Glaubens auch die unerschütterliche Gewissheit gehöre, gerechtfertigt zu sein.

## Katholische Kirche
Das Tridentinische Konzil setzte dagegen das zuversichtliche Hoffen auf das endgültige Heil. In Anlehnung daran heißt es entsprechend im Katechismus der katholischen Kirche: „Die Kinder unserer Mutter, der heiligen Kirche, erhoffen die Gnade der Beharrlichkeit bis zum Ende und die Belohnung durch Gott, ihren Vater, für die guten Werke, die sie dank seiner Gnade in Gemeinschaft mit Jesus vollbracht haben“ (KKK 2016).